# HD 47186
HD 47186 è una stella localizzata a 129 anni luce da noi, nella costellazione del Cane Maggiore. Questa stella è di tipo spettrale G6V con caratteristiche simili al nostro Sole, con un contenuto di metalli 1,7 volte superiore ed è più vecchia, con un'età stimata di 5,6 miliardi di anni.
Nel 2008 sono stati scoperti due pianeti extrasolari orbitanti questa stella.

## Sistema planetario
Sono stati annunciati nel giugno 2008 due pianeti orbitanti la stella. Entrambi i pianeti hanno una massa minore di quella di Giove. Il pianeta che orbita più internamente HD 47186 b, date le alte temperature a cui è sottoposto, viene definito Nettuno caldo. Il pianeta più esterno HD 47186 c orbita ad una distanza di 2,4 UA simile a quella dell'asteroide Vesta. Il pianeta interno descrive un'orbita circolare intorno alla stella, mentre l'altro descrive un'orbita piuttosto eccentrica.
| Pianeta | Massa    | Raggio   | Periodo orb.           | Sem. maggiore | Eccentricità  | Scoperta |
| ------- | -------- | -------- | ---------------------- | ------------- | ------------- | -------- |
| b       | ≥23,2 M⊕ | ≥1,77 r⊕ | 4,0845 ± 0,0002 giorni | 0,05 UA       | 0,039 ± 0,014 | 2008     |
| c       | ≥111 M⊕  | —        | 1353,6 ± 57,1 giorni   | 2,395 UA      | 0,249 ± 0,073 | 2008     |